# Fosaprepitant
Fosaprepitant (Emend để tiêm (Mỹ), Ivemend (EU)) là một loại thuốc chống nôn, tiêm tĩnh mạch. Đây là một tiền chất của aprepitant.
Fosaprepitant được phát triển bởi Merck & Co. và đã được Cơ quan Quản lý Thực phẩm và Dược phẩm Hoa Kỳ (FDA) phê duyệt vào ngày 25 tháng 1 năm 2008  và bởi Cơ quan Dược phẩm Châu Âu (EMA) vào ngày 11 tháng 1 cùng năm.